# Atalaia (Alagoas)
Atalaia é um município brasileiro localizado no estado de Alagoas. Pertencente à Mesorregião do Leste Alagoano e à Microrregião da Mata Alagoana, localiza-se a noroeste da capital do estado, distando desta cerca de 48 quilômetros. Sua população, conforme estimativas do IBGE de 2021, era de 47 540 habitantes, sendo assim um dos mais populosos do estado de Alagoas e o primeiro de sua microrregião. Está a 1 466 quilômetros de Brasília, a capital federal. Sua área é de 534,2 km², sendo que 1,7041 km² estão em perímetro urbano.
De economia predominantemente agrícola (cana-de-açúcar), localiza-se a uma latitude 09º30'07" sul e a uma longitude 36º01'22" oeste, estando a uma altitude de 54 metros. O município é cortado pela rodovia federal BR-316.

## Localização
A cidade fica a 48 km da capital do estado, Maceió. Tradicional cidade alagoana, Atalaia tem sua história marcada não somente pelo episódio da destruição do Quilombo dos Palmares, mas também pelo fato de, em suas terras, ter surgido a primeira usina de açúcar de Alagoas, uma das maiores do Brasil, em sua época: A Usina Brasileiro.

## Origem do nome
Há duas hipóteses para a origem do nome "Atalaia". A primeira afirma que o nome se deve ao fato de que as tropas comandadas por Domingos Jorge Velho, contratado para destruir o Quilombo dos Palmares ficavam de "atalaia" (vigilância). Porém, essa hipótese não é bastante aceita pelos historiadores, pois o nome do município foi dado por D. José I somente em 1764, em homenagem, provavelmente ao Visconde de Atalaia, fidalgo português muito amigo de D. José I. Esta é a hipótese mais aceita. Contribui para isso o fato de que Atalaia começou a ser povoada por volta de 1692, tendo tido como primeiro nome Arraial dos Palmares. Portanto, até o ano de 1764, não há menção nos registros históricos do nome Atalaia.[carece de fontes?]

## História
O território fez parte do Quilombo de Palmares e, com a destruição deste, os vencedores receberam, em doação, as terras conquistadas, Cabendo a Domingos Jorge Velho seu território que então veio a se formar povoado, com a construção de igreja dedicada a Nossa Senhora das Brotas, padroeira do lugar e festejada no dia 2 de fevereiro. A cidade chegou a conhecer um período de prosperidade que, mais tarde, se arrefeceu de modo que perdeu a relevância econômica regional.
A ocupação das terras onde hoje situa-se o município iniciou-se por volta de 1692 por Domingos Jorge Velho, bandeirante paulista contratado pelo então Governador da Província de Pernambuco Fernão de Souza Carrilho para destruir o Quilombo dos Palmares. Domingos Jorge Velho havia recebido do governo português a promessa de uma sesmaria (seis léguas de terra), como recompensa pela destruição do Quilombo dos Palmares. Com a destruição de Palmares, e a consequente morte de Zumbi dos Palmares, em 20 de novembro de 1695 o bandeirante esperou o cumprimento da promessa, e se estabeleceu no atual bairro da Cidade Alta, de onde ficava de vigilância (atalaia), durante a luta contra os negros palmarinos. O bandeirante batizou a nova povoação de Arraial dos Palmares.
Lá, por volta de 1697, Domingos Jorge Velho mandou construir a Capela de Nossa Senhora das Brotas - a primeira edificação de Atalaia - santa que considerava como sua protetora. Esta é ainda hoje a padroeira de Atalaia. Para tentar agradar à Coroa Portuguesa, Domingos Jorge Velho lhe envia carta comunicando o desejo de que a povoação iniciada por ele passasse a se chamar Vila Real de Bragança, para que a mesma ficasse sob a proteção da Casa de Bragança, para que mais rápido se desenvolvesse. Porém, o pedido foi negado por D. José I. No final de 1700, Domingos Jorge Velho morre sem, no entanto, receber da Coroa Portuguesa o decreto de doação da sesmaria. Apesar do crescimento da povoação, o Arraial dos Palmares não era reconhecido pelas autoridades. Somente em 12 de março de 1701, o Governador da Província de Pernambuco recebe Carta Régia determinando a criação oficial do arraial, porém com o nome de Arraial de Nossa Senhora das Brotas. No entanto, este nome não caiu no gosto dos habitantes, permanecendo os habitantes utilizando a denominação Arraial dos Palmares. Somente em 1716, os filhos e a esposa de Domingos Jorge Velho recebem o decreto que doa a sesmaria onde hoje localiza-se Atalaia, como recompensa pela destruição dos Palmares.
Durante o governo do 10.° Ouvidor da Província de Alagoas, Manuel Álvares, os habitantes do Arraial dos Palmares, por seu intermédio, solicitaram ao governo português a elevação do arraial à categoria de vila. D. José I atendeu em parte às reivindicações da população, elevando o Arraial dos Palmares à categoria de vila, porém, com o nome de Vila de Atalaia, em homenagem ao Conde de Atalaia, seu amigo particular. Este decreto data de 1 de fevereiro de  1764, considerada a data de sua fundação. Foi a quarta vila criada em Alagoas, depois de Porto Calvo, Marechal Deodoro (antiga Alagoas) e Penedo. Em 5 de março de 1891 Atalaia é elevada à categoria de cidade, pelo governador Manuel de Araújo Góes.

## Vida política
Cidade bi-centenária, que passou por diversas administrações, sendo berço dos principais políticos de Alagoas.
Em 2020 elegeu a 1ª mulher Prefeita do município com a maior votação da história 14.057 votos. Após o rompimento da Prefeita Ceci com a Dep. Fátima Canuto, mãe do seu ex-marido, foi iniciada uma perseguição política contra a gestora com uma série de denúncias falsas, além da mudança do domicílio eleitoral do pai do seu ex-marido, Renato Rezende, para o município de Atalaia, para ser candidato a Prefeito.
A prefeita Ceci alcançou um marco histórico nas eleições municipais de 2024 em Atalaia, sendo reeleita com 19.600 votos válidos, sendo 79,95%. Com uma vantagem de mais de 17 mil votos sobre o segundo colocado, Ceci consolidou sua liderança e mostrou a confiança que a população de Atalaia deposita em seu trabalho. Esse resultado é o maior já registrado na história do município. Com foco em desenvolvimento econômico, programas sociais e melhorias na infraestrutura, Ceci conseguiu mudar Atalaia para um município melhor e com mais qualidade de vida.
No último pleito eleitoral, a gestora voltou a fazer história no município de Atalaia, demostrando a força da mulher, além de ter conseguido eleger todos os 13 vereadores que compõe a câmara, um feito nunca visto nos 260 anos da cidade de Atalaia. Ceci se consolida como uma prefeita aprovada e querida pela população. 